# Список советских игровых кинофильмов (1918)
Список завершённых советских игровых полнометражных и короткометражных фильмов 1918 года производства, снятых для коммерческого проката. В списке отсутствуют неигровые и мультипликационные кинофильмы, а также телефильмы и учебные фильмы, не выходившие в прокат.

## Список фильмов
Все фильмы немые, чёрно-белые, обычного формата, односерийные.
| Основное название                                       | Дополнительное название | Жанр        | Частей | Метраж | Киностудия                | Республика | Выпуск на экран | Режиссёр                                              | Сохранность            | Примечание |       |
| ------------------------------------------------------- | ----------------------- | ----------- | ------ | ------ | ------------------------- | ---------- | --------------- | ----------------------------------------------------- | ---------------------- | --- | ----- |
| Восстание                                               |                         | агитфильм   | 5      |        | Московский кинокомитет    | Россия     | 7 ноября 1918   | Разумный Александр                                    | не сохранился          | Наряду с сюжетно-игровыми эпизодами включал ряд документальных кинокадров. Постановка была осуществлена к первой годовщине Великой Октябрьской социалистической революции | [ 1 ] |
| О попе Панкрате, тётке Домне и явленной иконе в Коломне |                         | экранизация | 4      | 1100   | Московский кинокомитет    | Россия     | 7 ноября 1918   | Преображенский Николай                                | сохранился неполностью | | [ 1 ] |
| Подполье                                                | В подполье              | агитфильм   | 3      | 400    | Московский кинокомитет    | Россия     | 7 ноября 1918   | Касьянов Владимир                                     | не сохранился          | Поставлен к первой годовщине Великой Октябрьской социалистической революции. Сценарий явился первой работой в кино Александра Серафимовича                                | [ 1 ] |
| Сигнал                                                  |                         | экранизация | 3      | 600    | Московский кинокомитет    | Россия     |                 | Аркатов Александр                                     | не сохранился          | | [ 2 ] |
| Уплотнение                                              |                         | агитфильм   | 4      | 1560   | Петроградский кинокомитет | Россия     | 7 ноября 1918   | Пантелеев Александр Пашковский Донат Долинов Анатолий | сохранился неполностью | Снят (1-я постановка) в течение нескольких дней в служебных комнатах комитета. Первая сценарная работа Анатолия Луначарского                                              | [ 2 ] |
| Хлеб                                                    |                         | драма       | 4      | 1300   | Московский кинокомитет    | Россия     | 5 августа 1923  | Сушкевич Борис                                        | не сохранился          | Демонстрировался в 1918 г. на общественных просмотрах | [ 2 ] |